# James Spearman Winter
Sir James Spearman Winter KCMG (* 1. Januar 1845 in Lamaline, Neufundland; † 6. Oktober 1911 in Toronto) war ein kanadischer Rechtsanwalt, Richter und Politiker der Tory Party, der zwischen 1897 und 1900 Premierminister der Kronkolonie Neufundland war.

## Leben

### Rechtsanwalt und Mitglied des Abgeordnetenhauses
Winter, Sohn eines Zollbeamten, absolvierte seine Schulausbildung an der General Protestant and Church of England Academy in St. John’s und wurde 1859 Kaufmannsgehilfe, ehe er 1861 ein Studium der Rechtswissenschaften in der Anwaltskanzlei von Hugh Hoyles begann. Nach seiner anwaltlichen Zulassung gründete er 1867 eine eigene Rechtsanwaltskanzlei, die er ab 1881 in einer Partnerschaft mit Donal Morison betrieb.
Seine politische Laufbahn begann 1873, als er als Kandidat der Conservative Party von Frederick Bowker Terrington Carter im Wahlkreis Burin als Abgeordneter in das Abgeordnetenhaus von Neufundland gewählt wurde. Seine Wahl wurde maßgeblich durch den protestantischen Orange Order in Canada geprägt, in dem sich Winter als Meister der Royal Oak Loge von St. John’s engagierte. In dieser Zeit begann seine Zusammenarbeit mit William Vallance Whiteway, der seit Mitte der 1870er Jahre zum führenden Politiker Neufundlands aufstieg und von 1878 bis 1885, 1889 bis 1894 sowie 1895 bis 1897 Premierminister der Kronkolonie war. Winter selbst war 1877 und 1878 Sprecher des Abgeordnetenhauses und fungierte danach zwischen 1878 und 1885 als Großmeister des Orange Order in Neufundland und Labrador.
Winter war ein stärkerer Konservativer und weniger Visionär als zahlreiche andere in Whiteways Partei und auch seine Unterstützung war nicht bedingungslos. Obwohl er eine Eisenbahnbaupolitik billigte, kritisierte er 1881 nachhaltig den ersten Eisenbahnbauvertrag zum Bau einer Strecke von St. John’s nach Halls Bay und gehörte zu den acht Abgeordneten, die dagegen stimmten. Die meisten Gegner des Vertrages gingen in die Opposition und traten der weitgehend handelsorientierten New Party bei, die zur Opposition gegen Whiteways fortschrittliche Politik gegründet worden war. Winter dagegen blieb Mitglied der Conservative Party, nachdem ihm das Amt des Solicitor General versprochen wurde.

### Solicitor General 1882 bis 1885

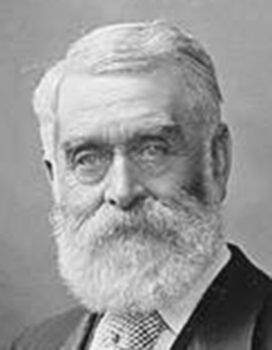
Der dreimalige Premierminister William Whiteway war zunächst Förderer Winters, später dessen ernsthafter Gegner

Nach seiner Wiederwahl zum Mitglied des Abgeordnetenhauses im Wahlkreis Burin 1882 wurde Winter von Premierminister Whiteway zum Solicitor General ernannt. Obwohl die Regierung die Wahlen mit einer komfortablen Mehrheit gewonnen hatte, ging Whiteway eine Koalition mit der fast ausschließlich aus römisch-katholischen Mitgliedern bestehenden Liberal Party ein, um den Verlust seiner zur New Party übergetretenen Unterstützer auszugleichen. Diese Allianz und die fortgesetzte Loyalität wurde durch eine Auseinandersetzung zwischen dem protestantischen Orange Order und Katholiken in Harbour Grace im Dezember 1883 auf die Probe gestellt.
Winter und Whiteway fungierten als Ankläger der Krone in den Prozessen gegen neunzehn des Mordes angeklagten Katholiken. Zwei Freisprüche erzürnten zahlreiche Protestanten, darunter Winter, und führten zu einer aus unterschiedlichen Absichten begründeten Allianz zwischen der New Party und einem 1883 gegründeten und von Alexander James Whiteford McNeily dominierten politischen Ausschusses des Orange Order. Der Schutz der Rechte von Protestanten hatte bei einigen Priorität, während andere darin in erster Linie ein Manöver zur Schwächung der Regierung von Whiteway sahen, um mit etwas Glück diese durch eine neue Regierung zu ersetzen, die sich stärker für die Bedürfnisse des Handels einsetzte. Zu dieser Zeit blieb Winter, der nach wie vor Großmeister des Orange Order in Neufundland war, Mitglied der Regierung, was zu erheblichen Spannungen innerhalb des Ordens führte.
Im Februar 1885 verbündeten sich Vertreter des Orange-Ordens und der New Party im Abgeordnetenhaus, um die Allianz zwischen Whitewayn und den katholischen Liberalen zu beenden und diese in die Opposition zu zwingen. Der nächste Schritt in dieser Strategie war die Vereinigung aller Nicht-Liberalen in einer neuen als Reform Party gegründeten protestantischen Partei unter dem Vorsitz von Winter, während Whiteway mit einer annehmbaren Funktion außerhalb der Politik abgefunden werden sollte. Nachdem Whiteway zunächst eine Zusammenarbeit abgelehnt hatte, trat Winter im Juni 1885 als Solicitor General in dessen Regierung zurück und trat auch aus der Conservative Party aus. Im Oktober 1885 willigte Whiteway schließlich doch in einen Rücktritt ein und stimmte auch einer Vereinigung seiner kleiner gewordenen Conservative Party mit der Reform Party zu. Allerdings wurde ein für beide Seiten annehmbarer Parteivorsitzender zur Bedingung gemacht, der in dem Mitglied des damaligen Oberhauses, Robert Thorburn, gefunden wurde.

### Attorney General 1885 bis 1889

#### Wirtschaftsprobleme und Streit um Fischereirechte

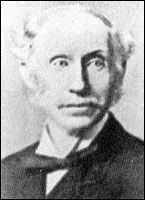
Gegen Robert Thorburn unterlag Winter bei seinem Bemühungen 1885 Premierminister zu werden, übernahm aber in dessen Kabinett das einflussreiche Amt des Attorney General

Nachdem Thorburn daraufhin Premierminister der Kronkolonie wurde, übernahm Winter das Amt des Generalstaatsanwaltes (Attorney General) in dessen Kabinett. Bei den kurz darauf im Herbst 1885 abgehaltenen Wahlen zum Abgeordnetenhaus, die von heftiger sektiererischer Rhetorik geprägt waren, wurde Winter mit Unterstützung des Orange Order im Wahlkreis Harbour Grace abermals als Abgeordneter wiedergewählt und die Reform Party in ihrer Macht bestätigt. Die bis dahin durch Vertreter des Orange Order geschürte und Anti-Whiteway-Politiker manipulierte religiös motivierte Politik trat danach in den Hintergrund, mit der Folge, dass innerhalb eines Jahres mehrere führende Katholiken der nunmehr toleranten Reform Party-Regierung beitraten, und die bisherige Liberale Partei aufgelöst wurde. Die Reformpartei konnte dadurch ihre Position ausbauen und Alternativen zu Whiteways Schwerpunkten der Eisenbahn- und innenpolitischen Entwicklung erarbeiten. Winter, der einer der erfahrensten und einflussreichsten Mitglieder der Regierung war, versäumte allerdings die Gelegenheit, zu einer der wichtigsten und dominantesten öffentlichen Persönlichkeiten der Kronkolonie zu werden.
Das zentrale Problem der Regierung Thorburn war die Versöhnung ihres eigenen Konservativismus mit dem von den Liberalen geforderten Preis für den Zusammenschluss der Parteien sowie mit den anwachsenden Ausgaben, die durch die wirtschaftliche Depression bedingt waren. Dieses führte zu einer feindlichen politischen Haltung gegenüber französischen Fischern und dem von Winter eingeführten Bait Act (Ködergesetz) an beiden Ufern der Kronkolonie sowie zum Neufundland-Ufer-Abkommen. Gleichzeitig drängte Winter das britische Kolonialministerium (Colonial Office), ihm die Erlaubnis für Verhandlungen mit den USA zu einem Gegenseitigkeitsabkommen zu geben. Daraufhin wurde eine eigene Fischereibehörde gegründet, die sich auch mit der ländlichen Entwicklung befasste. Zur gleichen Zeit unternahm die Regierung erhebliche Ausgaben bei öffentlichen Bauvorhaben, die erstmals in der Geschichte der Kronkolonie einen ausländischen Kredit notwendig machten. Zum Ende der Kreditlaufzeit wurde dieser für den Eisenbahnbau verwendet, so dass letztlich keine Alternative zur progressiven Politik der Vorgängerregierung Whiteways geboten wurde.

#### Gescheiterte Pläne für einen Eintritt in die Kanadische Konföderation
Vielmehr wurde die Stabilität der Regierung Thorburns schwer geschädigt, nachdem Winter sich für den Versuch entschied, die Kronkolonie der Kanadischen Konföderation anzuschließen. Beeinflusst durch den Wunsch Neufundlands nach einem unabhängigen Gegenseitigkeitsabkommen mit den USA, interessierte sich die kanadische Regierung unter Premierminister John Macdonald erstmals seit den 1860er Jahren für eine Union mit Neufundland. Im Oktober 1887 besuchte der kanadische Finanzminister Charles Tupper St. John’s zu Gesprächen, die sich als unschlüssig erwiesen. Auf einer kurz darauf stattgefundenen Fischereikonferenz in Washington, D.C. hatte Tupper die Gelegenheit zu längeren Gesprächen mit Winter, der Neufundland auf dieser Konferenz vertrat. Winter kehrte im Februar 1888 nach St. John’s zurück mit einem ausgearbeiteten System für eine Union und der kanadischen Zustimmung für eine förmliche Konföderationskonferenz, wenn er dies wünschte.
Die Reformpartei war in dieser Angelegenheit jedoch so gespalten, dass trotz einer Einladung aus Ottawa keine Delegation zu Verhandlungen entsandt wurde. Letztlich verringerte die Absicht eines Eintritts in die Konföderation die Wahlerfolgsaussichten der Partei.

### Wahlniederlage 1889 und Oppositionsjahre
1889 erlitt die Reform Party eine empfindliche Wahlniederlage einer neuen Liberalen Partei unter William Whiteway, der daraufhin zum zweiten Mal Premierminister der Kronkolonie wurde.
Winter, der für seine Verdienste bei der Fischereikonferenz in Washington 1888 zum Knight Commander des Order of St. Michael and St. George geschlagen wurde und fortan den Namenszusatz „Sir“ führte, kandidierte im Wahlkreis Harbour Grace abermals für ein Mandat im Abgeordnetenhaus. Trotz der vorherigen erheblichen, zum Teil unrechtmäßigen Ausgaben in diesem Bezirk erreichte er allerdings mit 604 Wählerstimmen lediglich den letzten Platz unter den Wahlkreiskandidaten und schied somit aus dem Abgeordnetenhaus aus. Das Wahlergebnis spiegelte dabei auch den Groll der örtlichen Orange-Order-Mitglieder gegenüber dem aus ihrer Sicht bestehenden Betrug am Orden durch Winter und der Regierung wider.
Gleichwohl blieb er politisch aktiv und spielte 1890 eine führende Rolle gegen den britisch-französischen Modus Vivendi bezüglich der Hummer-Fischerei an der französischen Küste. Dabei versuchte er, die Liberalen als unfähig in der Verteidigung kolonialer Interessen gegenüber einer französischen Aggression darzustellen, um für die Opposition Gründe für eine patriotische Haltung herauszustellen. Winter, Alfred Bishop Morine und Patrick J. Scott reisten nach England als „Volksdelegierte“, um Whiteway in Verlegenheit zu bringen und eine extreme Sicht der Rechte Neufundlands in diese Kontroverse zu bringen. Zu dieser Zeit gab sie in London ein Flugblatt heraus, gaben zahlreiche Interviews und trugen generell dazu bei, den Eindruck herzustellen, dass sich die Kronkolonie in einem Status virtueller Aufständigkeit befand.
Ende 1890 trat Winter als Vertreter des Klägers in dem bekannten Verfahren Baird et al. v. Walker auf. James Baird, ein Anhänger der Tories, Kaufmann und Eigentümer einer Hummer-Fabrik, die aufgrund des bestehenden Modus Vivendi geschlossen worden war, hatte den Kommodore des Marinegeschwaders von Neufundland erfolgreich wegen Hausfriedensbruchs verklagt. Der Prozesserfolg brachte zum einen die britische Regierung in Verlegenheit und trug zum anderen dazu bei, eine Krise innerhalb der Regierung Whiteway anzustoßen.
Winter war des Weiteren zusammen mit Morine und anderen früheren Mitgliedern der Reformpartei aktiv an den Plänen zur Gründung einer Konföderierten Partei beteiligt. Dabei hofften sie auf Hilfe aus Kanada, nachdem die zweite Regierung Whiteway nach Verhandlungen für einen unabhängigen Gegenseitigkeitsvertrag mit den USA strebte und nach dem Fehlschlag dieser Bemühungen Vergeltungsmaßnahmen gegen kanadische Fischer ins Leben gerufen hatte. Im Herbst 1891 begab sich Winter unter dem Decknamen „Mr Spearman“ inkognito nach Ottawa zu Verhandlungen mit Mitgliedern der kanadischen Regierung unter dem neuen Premierminister John Abbott, wobei er von dort jedoch nicht die gewünschten Zusagen erhielt, zumal die neufundländischen Anhänger einer Konföderation die Zustimmung Kanadas für eine Union überbewertet hatten. Im Abgeordnetenhaus trat Morine gegen mögliche anti-kanadische Maßnahmen ein und korrespondierte in regelmäßigen Abständen mit dem kanadischen Justizminister Sir John Sparrow David Thompson.

### Wiederwahl ins Abgeordnetenhaus und Richter am Obersten Gerichtshof von Neufundland
Im November 1892 gewann Winter eine Nachwahl im Wahlkreis Burin und wurde dadurch wieder Mitglied des Abgeordnetenhauses. Gleichzeitig schuf er damit die Möglichkeit, die Führung der Partei vor den nächsten Wahlen zu übernehmen.
Nachdem er noch während der Parlamentssitzungen eine aktive Rolle gespielt hatte, nahm er im Mai 1893 eine Berufung zum Richter am Obersten Gerichtshof von Neufundland (Supreme Court of Newfoundland) durch den Gouverneur der Kronkolonie John Terence Nicholls O’Brien an. Dieser Schritt, der einen prominenten Gegenkandidaten von Premierminister Whiteway betraf, führte letztlich zum Ende der noch im Entstehen begriffenen Confederate Party.
Unglücklicherweise musste Winter als früherer prominenter Tory im Februar und März 1894 als Vorsitzender Richter das erste Verfahren vor dem Obersten Gerichtshof zum Wahlanfechtungsgesetz (Controverted Election Act, 1887) leiten, das er noch als Generalstaatsanwalt eingeführt hatte. Dabei handelte es sich um eines von zahlreichen Verfahren gegen Liberale durch Tories, die bei der Wahl von 1893 unterlegen waren. Aufgrund seiner gegenüber den Liberalen teilweise disqualifizierenden Prozessführung wurde Winter Parteilichkeit vorgeworfen. Wenngleich sein abschließendes Urteil gerechtfertigt war, erschien dieses laut einem Vermerk eines Mitarbeiters des Kolonialministeriums wie „ein Fall, in dem Satan Maßregeln gegen Sünden trifft“ (‚a case of Satan rebuking Sin‘).
Trotz seiner richterlichen Kompetenz trat Winter im November 1896 als Richter des Obersten Gerichtshofes zurück und nahm wieder seine anwaltliche Tätigkeit auf. Zum einen waren die Richtergehälter aufgrund der Bankenkrise von 1894 gekürzt worden und damit auch seine Einkünfte, zum anderen gab es vorlaufend Kritik von Seiten der Regierung Whiteway. Kurze Zeit später wurde er von führenden Tories gebeten, Parteivorsitzender zu werden.

### Vorsitzender der Tory Party und Premierminister 1897 bis 1900

#### Regierungsprogramm, Streit um den Newfoundland Railway-Vertrag und Fischereistreit

Karte der Newfoundland Railway

Im Februar 1897 wurde Winter Vorsitzender der Tory-Partei und gewann mit seiner Partei die Wahlen im Herbst 1897 mit einer Mehrheit von zehn Sitzen im Abgeordnetenhaus. Im Wahlkampf versprach seine Partei eine Stabilisierung der zusammengebrochenen Fischpreise, eine Verbesserung der Politik der bisher regierenden Liberal Party sowie eine Reihe von politischen Veränderungen. Er selbst wurde im Oktober 1897 als Nachfolger von William Whiteway Premierminister der Kronkolonie Neufundland. Treibende Kraft seiner Regierung war jedoch Alfred B. Morine, der das Amt des Finanzministers übernahm. In der Folgezeit wurde der öffentliche Dienst verkleinert und reorganisiert, Zölle reformiert und die Finanzverwaltung der Kronkolonie effizienter gestaltet. Die britische Regierung konnte davon überzeugt werden, eine Königliche Kommission zur Klärung der Probleme an der französischsprachigen Küstenregion einzusetzen.
Dennoch kam es Anfang 1898 zu einer ersten bedeutenden Krise, nachdem seine Regierung einen neuen Eisenbahn-Vertrag mit Robert Gillespie Reid, dem Eigentümer von Newfoundland Railway, geschlossen hatte. Sowohl Winter als auch Morine waren eng mit den Interessen von Reid verbunden: Winter war Anfang der 1890er Jahre Reids ständiger Rechtsberater und bereitete 1893 das Reid-Übereinkommen vor, das nun ersetzt wurde, während Morine im Anschluss Reids Rechtsberater war. Der kontrovers diskutierte Vertrag sah erhebliche Zugeständnisse vor. Während der Beratungen im Abgeordnetenhaus, in dessen Verlauf sich die liberale Opposition spaltete, trug der Vertrag letztlich zum Scheitern der Regierung Winter bei. Robert Bond, Führer der Vertragsgegner auf Seiten der Liberalen, führte mit Unterstützung von Gouverneur Herbert Harley Murray einen emotionalen und nationalistischen Kampf gegen den Vertrag. Als das Kolonialministerium eine Intervention zurückwies, bildete Gouverneur Murray die Regierung um und entließ Finanzminister Morine aus dem Exekutivrat aufgrund von dessen vorheriger Tätigkeit als Rechtsanwalt von Reid.
Im Sommer 1898 bat Winter die britische Regierung, die französischen Fischereirechte im Bereich Neufundlands abzuschaffen und behauptete dabei, dass Frankreich Neufundland aufgegeben hätte und Frankreich auf seine angeblichen Rechte nun nur aus bloßer Willkür würde. Nach den im 16. Jahrhundert erfolgten Besiedlungen Neufundlands durch Briten und Franzosen sei die Souveränität Neufundlands durch den Frieden von Utrecht 1713 vollständig auf Großbritannien übergegangen. Allerdings hätten bestimmte an Frankreich übertragene Fischereirechte immer wieder zu Streitigkeiten zwischen französischen Fischern und den Bewohnern der Kolonie geführt. Diese Fischereirechte schloss auch die Herstellung von Stockfisch an Land zwischen Cape Bonavista und Point Riche ein. Aufgrund des Vertrages beanspruchte Frankreich das ausschließliche Recht zum Fischfang in diesen Küstenregionen und lehnte das Recht der Bewohner der Kolonie zum Bau ständiger Siedlungen zu Zwecken von Landwirtschaft, Bergbau und anderen Gründen in dieser Küstenregion ab.

#### Regierungskrise und Rücktritt
Oberflächlich betrachtet befand sich Winter nunmehr in einer starken Position, nachdem die Liberalen gespalten waren und sein Hauptrivale in der Regierung entlassen war. Allerdings verpasste er auch dieses Mal die Gelegenheit, aus der Situation Vorteile für sich zu ziehen. Stattdessen kam es zur Spaltung der Tory-Partei. Anfang 1898 hatte Winter noch zugestimmt, die Funktion des Präsidenten des Obersten Gerichtshofes zu übernehmen und das Amt des Premierministers Ende 1898 an Morine zu übergeben. Allerdings wurde dies von zahlreichen Parteimitgliedern beanstandet, so dass die geplante Amtsübergabe verschoben wurde. Als sich Winter Anfang 1899 in Washington als Vertreter der Kronkolonie bei Sitzungen der Gemeinsamen Hohen Kommission (Joint High Commission) befand, forderte Morine eine Umsetzung der Amtsübergabevereinbarung. Aufgrund dessen kam es fast zum Zusammenbruch der Regierung. Obwohl der neue Gouverneur Henry Edward McCallum eine Übereinkunft erzielte, durch die Morine ins Kabinett zurückkehrte und Winter zustimmte, Ende 1899 zurückzutreten, hielten die parteiinternen Streitigkeiten in der Tory Party an. Letztlich erbat Winter im November 1899 erfolgreich den Rücktritt von Morine.
Im Februar 1900 berief Winter eine Sondersitzung des Abgeordnetenhauses zur Erneuerung der Gesetzgebung zur Durchsetzung des anglo-französischen Fischereivertrages ein. Unerwarteterweise stellte Oppositionsführer Robert Bond einen Misstrauensantrag gegen die Regierung, der dazu führte, dass Winter am 5. März 1900 als Premierminister zurücktrat. Im Laufe der weiter fortgeführten Sitzung musste er weiterhin erleben, dass Morine zum neuen Parteivorsitzenden gewählt wurde, während sein Anspruch als Führer der Opposition vom Sprecher des Abgeordnetenhauses und Bond zurückgewiesen wurde. Daraufhin nahm Winter nicht mehr an den Sitzungen teil. Dieses taten auch seine Unterstützer oder stimmten mit der Regierung. Ein danach gestellter Antrag auf Einstellung in den Kolonialdienst wurde abgelehnt.

### Letzte Lebensjahre und Familie
Nach seinem Ausscheiden aus der Politik nahm Winter wieder seine anwaltliche Tätigkeit auf. Da er jedoch vieles seiner anwaltlichen Praxis verloren hatte, bat er Premierminister Bond vergeblich um die Ernennung zum Richter. Seinen Lebensunterhalt bestritt er in der Folge hauptsächlich durch Aufträge der Rober Gillespie Reid gehörenden Reid Newfoundland Company.
Bei den Wahlen 1904 wurde er von der United Opposition Party erneut in seinem alten Wahlkreis Burin zu kandidieren, erlitt dabei eine empfindliche Niederlage.
Erst nachdem Bond bei den Wahlen 1909 eine Niederlage erlitt und das Amt des Premierministers des nunmehrigen Dominion Neufundland an Edward Morris, einen früheren Studenten Winters und gleichfalls Unterstützer Reids, verlor, erhielt Winter auch wieder öffentliche Aufträge. 1909 wurde er Rechtsberater der neufundländischen Sektion in dem britischen Verfahren zur Schlichtung der Fischereirechte im Nordatlantik. In London gehörte er im Sommer 1909 als Mitglied dem für diesen Fall zuständigen Kanadischen Rat an und half 1910 auch bei der Vorbereitung des Gegenverfahrens, in dem er auch vor dem Ständigen Schiedshof in Den Haag auftrat.
Knapp ein Jahr nach seiner Rückkehr verstarb Winter nach längerer Krankheit.
Zwei Söhne von Winter waren ebenfalls politisch aktiv: James A. Winter vertrat die United Newfoundland Party zwischen 1928 und 1934 im Abgeordnetenhaus und war zuletzt von 1932 bis 1934 Sprecher des Abgeordnetenhauses, während sein jüngerer Bruder Harry A. Winter zwischen 1923 und 1924 Mitglied sowie ebenfalls Sprecher des Abgeordnetenhauses war und von 1932 bis 1934 dem Abgeordnetenhaus abermals als Mitglied angehörte sowie zuletzt zwischen 1947 und 1964 als Richter am Obersten Gerichtshof von Neufundland und Labrador tätig war.

## Veröffentlichungen
- French Treaty Rights in Newfoundland. The case for the colony, stated by the people's delegates, Mitautoren Alfred Bishop Morine und Patrick J. Scott, 1890[9]